# Tomasz Kostuś
Tomasz Tadeusz Kostuś (ur. 7 marca 1974 w Kluczborku) – polski polityk i samorządowiec, od 2008 do 2015 członek zarządu województwa opolskiego, w latach 2010–2014 w randze wicemarszałka, poseł na Sejm VIII, IX i X kadencji.

## Życiorys
Ukończył w 1998 politologię na Uniwersytecie Opolskim, a także studia podyplomowe w 2001 w Wyższej Szkole Zarządzania i Administracji w Opolu i w 2003 w Akademii Obrony Narodowej. Działał w Stowarzyszeniu „Młodzi Demokraci”, przystąpił także do Platformy Obywatelskiej. Od 1998 był dyrektorem biura poselskiego Tadeusza Jarmuziewicza, pracował też jako specjalista na Politechnice Opolskiej i w marketingu.
W wyborach w 2006 uzyskał mandat radnego sejmiku opolskiego. W 2010 i 2014 ponownie wybierany do samorządu województwa. W latach 2008–2010 był członkiem zarządu województwa. W kadencji 2010–2014 pełnił funkcję wicemarszałka.
W wyborach w 2015 z listy PO został wybrany do Sejmu VIII kadencji, otrzymując 11 016 głosów w okręgu opolskim. Został członkiem sejmowej Komisji Infrastruktury oraz Komisji Łączności z Polakami za Granicą. W wyborach w 2019 i 2023 z powodzeniem ubiegał się o poselską reelekcję z ramienia Koalicji Obywatelskiej, otrzymując odpowiednio 17 026 głosów oraz 11 857 głosów.

## Wyniki w wyborach ogólnopolskich
| Wybory | Komitet wyborczy | Komitet wyborczy      | Organ              | Okręg | Wynik          |
| ------ | ---------------- | --------------------- | ------------------ | ----- | -------------- |
| 2015   |                  | Platforma Obywatelska | Sejm VIII kadencji | nr 21 | 11 016 (3,26%) |
| 2019   |                  | Koalicja Obywatelska  | Sejm IX kadencji   | nr 21 | 17 026 (4,19%) |
| 2023   | Sejm X kadencji  | Koalicja Obywatelska  | 11 857 (2,47%)     | nr 21 |                |